# Oropodes ishii
Oropodes ishii är en skalbaggsart som beskrevs av Chandler 1983. Oropodes ishii ingår i släktet Oropodes och familjen kortvingar. Inga underarter finns listade i Catalogue of Life.